# 主席
主席一般指一個機構或委員會內的領袖，根據機構的類型有多種不同稱謂，如會長、議長、委員長、社长、理事長、總召集人、召集人等，副職一般稱「副主席」。公司的負責人（董事長）又可以稱「董事會主席」。有些國家的國家元首和政府首腦或政黨領袖也會稱為主席。此外，召開會議時，會議的主持人通稱「會議主席」，也被簡稱為「主席」。

## 起源
古時候的人們，是「席地而坐」，所謂的席地，就是用席子舖著地面，就地而坐。所以當時分為「主席」與「客席」（相當於現在請客中主位與客位）。所以「主席」有這個宴會或者房間裡主導的人物的意思。

## 公司負責人
公司或集團的最高負責人一般稱為「董事長」（在日韓稱會長），不過受其英語名稱""影響，也可稱「董事會主席」或「董事局主席」等，簡稱主席。

## 國家和政府

### 國家領導人
部分社會主義國家的國家元首不稱總統而採用其他名稱，例如現在的中華人民共和國、越南社會主義共和國、老撾人民民主共和國，還有以前金日成時代的朝鮮民主主義人民共和國稱本國的國家元首為「國家主席」，古巴共和國和以前德意志民主共和國等國的國家元首則稱為「國務委員會主席」。而部分阿拉伯國家及利比亞國等國的國家元首則以總統委員會為最高權力機關，比如目前的利比亞最高領導人則稱為「利比亞總統委員會主席」。
部分國家的政府首腦被通稱為總理，但其職位的正式名稱卻是主席，例如現在的古巴、意大利，還有以前蘇聯和法國第三共和時期、第四共和時期等國的政府首腦是「部長會議主席」，現在俄羅斯總理和西班牙首相的正式職稱也是「政府主席」。

### 地方政府首脑
部分國家的自治地方及特別行政區的首腦也稱為「政府主席」或「自治區主席」，譬如中華人民共和國的五大民族自治地方（自治區），西班牙的加泰羅尼亞政府主席；及中華民國的一級行政區劃台灣省的行政首長、中華民國福建省的行政首長也稱之為臺灣省政府主席、福建省政府主席。新喀里多尼亞政府主席是法国在大洋洲西南部的一个境外领土新喀里多尼亚的政府行政长官，1998年开始设立，由议会多数党产生。

## 名譽主席
名譽主席，或稱“榮譽主席”等，是授予曾經出任或代理主席職務人士的稱號。例如曾任中國國家副主席和代理主席職務的宋慶齡於1981年被全國人大常委會授予「中華人民共和國名譽主席」的稱號。
中共八大《党章》中曾经表示，可以设立“中央委员会名誉主席”一职；不过，当时任职中国共产党中央委员会主席的毛泽东最终没有出任名誉主席，反而在中共七大、八大、九大、十大中连任四届中央委员会主席，直到1976年逝世。中共中央主席成为毛泽东终身任职的职务，此职最终在1982年中共十二大被总书记取代。
中國國民黨的連戰和吳伯雄卸任黨主席後成為「榮譽主席」，但被批評有太上皇的感覺，時任黨主席馬英九亦受他們影響。2015年1月，國民黨主席朱立倫認為黨章中並未規定榮譽主席，取消了此規定。

## 对毛澤東的代称
在中國共產黨歷史和中華人民共和國歷史上，党和国家最高领导人毛澤東擔任過的重要職務，全部都稱為「主席」，特別是長期出任中共中央政治局主席（1943年-1956年）、中共中央主席（1956年-1976年）、中央人民政府主席（1949年-1954年）、中央軍事委員會主席（1945年-1949年；1954年-1976年），其一生所担任的中央政治局、中央人民政府、中央军委的最高职务均为「主席」，官方稱之為「毛主席」。
中共在1982年的十二大上將中共中央主要負責人由黨主席改回1943年以前的總書記，同年重新設立自1975年被修憲廢除的國家主席職務，現在單獨稱黨和國家領導人職務為「主席」多是指國家主席、中央軍委主席、全国政协主席。

## 会议

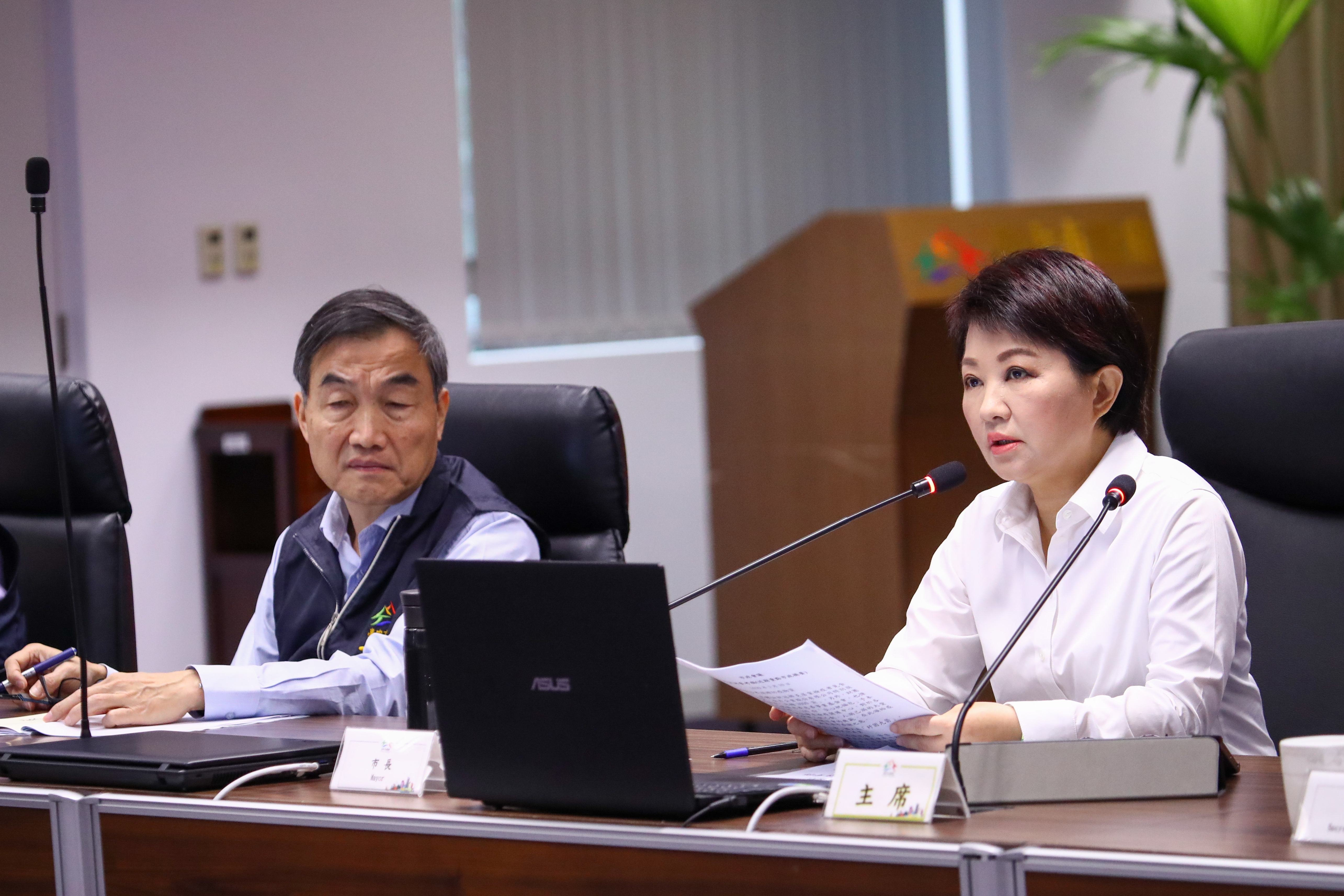
2020年3月，主持台中市市政会议的市长盧秀燕，她的面前有两个职务名牌，一是“市长”，二是“主席”。

会议的主持人所处位置称「主席台」，亦延伸出“主席团”的概念。

### 辩论赛
在辩论比赛中，位于双方辩手之间的主持人称为主席，主要职责是操控场上流程和选手发言时长、宣布比赛结果等。